# Wish You Were Here
Wish You Were Here este un album conceptual al formației Pink Floyd. A fost înregistrat la studiourile din strada en  Abbey Road (cunoscute ca Abbey Road Studios) și lansat pe 15 septembrie 1975. Albumul este un tribut adus lui Syd Barrett, fost chitarist și compozitor, membru fondator al formației Pink Floyd.

## Despre album
Wish You Were Here (album muzical cunoscut uneori și sub acronimul WYWH) este al nouălea album de studio al grupului de rock progresiv Pink Floyd, lansat în septembrie 1975. Acesta explorează temele degradării și degenerării societății, dar și declinul mental al fostului membru al trupei, Syd Barrett. Inspirat de materiale acumulate de formație, în timp ce aceasta efectuea turnee în Europa. Albumul Wish You Were Here a fost înregistrat în numeroase sesiuni, toate înregistrările fiind efectuate la en  Abbey Road Studios din Londra. 
Premisa albumului a fost bazată pe un cântec scris de Pink Floyd numit "Shine On You Crazy Diamond". "Shine On ... " a fost un tribut adus lui Barrett, care, absolut întâmplător, a făcut o vizită ad-hoc chiar la studio, în timp ce acesta a fost înregistrat. A fost ideea autorului principal al albumului, Roger Waters, de a diviza "Shine On ... " în două părți și să-l utilizeze în albumul WYWH în jurul a trei compoziții noi, formând un concept similar cu cel care a stat la baza albumului lor anterior, The Dark Side of the Moon. În aceasta înregistrare, au fost folosite efecte de studio si sintetizatoare. În plus, trupa a adus, în calitate de cântăreți invitați, diverși muzicieni pentru a își aduce contribuția vocii lor la câteva piese, o altă caracteristică întâlnită și in albumul lor anterior.
Wish You Were Here, lansat la începutul toamnei anului 1975, a devenit un succes comercial imediat, punând casa de discuri EMI în imposibilitatea de a imprima suficient de multe exemplare pentru a satisface cererea neașteptat de mare. Deși a primit inițial recenzii mixte, albumul a fost aclamat de critici și apare pe lista Rolling Stone cunoscută ca „Cele 500 mai bune albume din toate timpurile”. Membrii trupei Richard Wright și David Gilmour au declarat amândoi că albumul Wish You Were Here este albumul lor Pink Floyd preferat.
Wish You Were Here a urcat până pe prima poziție în „TOP 200 Billboard” în octombrie 1975.

## Tracklist
1. "Shine On You Crazy Diamond (Părțile I-V)" (David Gilmour, Roger Waters, Rick Wright) – 13:31
2. "Welcome to the Machine" (Waters) – 7:30

1. "Have a Cigar" (Waters) – 5:08
2. "Wish You Were Here" (Gilmour, Waters) – 5:26
3. "Shine On You Crazy Diamond (Părțile VI-IX)" (Gilmour, Waters, Wright) – 12:28

## Componență
- David Gilmour — chitară solo, voce, sintetizator VCS3
- Roger Waters — chitară bas, voce, sintetizator VCS3
- Richard Wright — clape, voce, sintetizator VCS3
- Nick Mason — tobe, percuție